# Szegdy
Szegdy – przysiółek wsi Cieplice w Polsce położony w województwie podkarpackim, w powiecie przeworskim, w gminie Adamówka.
Szegdy leżą na Płaskowyżu Tarnogrodzkim, 8 km na południowy zachód od Tarnogrodu.
W latach 1975–1998 przysiółek administracyjnie należał do województwa przemyskiego.
W okresie po II wojnie światowej okolica była miejscem walk polskiego oddziału partyzanckiego dowodzonego przez kpt. Józefa Zadzierskiego z funkcjonariuszami KBW i LWP. W nocy z 27 na 28 grudnia 1946 kpt. Zdziarski, ranny w potyczce, zginął tutaj śmiercią samobójczą. Został pochowany na cmentarzu w pobliskim Tarnawcu. 